# Награда „Св. Иван Рилски“
Наградата „Свети Иван Рилски“ се връчва ежегодно от МОН на директори на училища за високи постижения и принос в развитието на образователното дело. По традиция церемонията по награждаване е в Рилския манастир в Деня на светите равноапостолни Кирил и Методий – 11 май.
Наградата е учредена 2006 г. на името на св. Иван Рилски.